# واوکس مپگن
واوکس مپگن (به فرانسوی: Vaux-Champagne) یک کمون در فرانسه است که در Canton of Attigny واقع شده‌است.

## خصوصیات
واوکس مپگن ۱۰٫۷۸ کیلومترمربع مساحت و ۱۲۵ نفر جمعیت دارد و ۱۱۰ متر بالاتر از سطح دریا واقع شده‌است.